# European Champions Tournament 1987-1988
Il quarto European Champions Tournament fu giocato dal 15 al 17 gennaio 1988 a Velenje, nell'allora Iugoslavia, e vi parteciparono quattro formazioni rappresentanti Ungheria, Italia, Belgio e Paesi Bassi.
Fu l'unica edizione ad essere disputata con la formula del girone all'italiana tra le quattro compagini iscritte. I belgi del ZVK Ford Genk furono i mattatori del girone con tre vittorie su altrettante gare ed il lusinghiero score di dodici reti segnate e solo due subite. L'ufficialità della manifestazione fu sancita dalla presenza del delegato FIFA ungherese Gyula Szepesi. Mentre gli arbitri della manifestazione furono:
- Sostaric
- Bezjak
- Komadinic
- Jokic

## Risultati
| Data     |                 | Gara |                 | Risultato |
| -------- | --------------- | ---- | --------------- | --------- |
| 15.01.88 | Keszthely       | -    | Marino Calcetto | 5 - 1     |
| 15.01.88 | Kras Boys       | -    | ZVK Ford Genk   | 0 - 4     |
| 16.01.88 | Marino Calcetto | -    | ZVK Ford Genk   | 1 - 5     |
| 16.01.88 | Keszthely       | -    | Kras Boys       | 3 - 8     |
| 17.01.88 | ZVK Ford Genk   | -    | Keszthely       | 3 - 1     |
| 17.01.88 | Kras Boys       | -    | Marino Calcetto | 4 - 2     |

### Classifica
| Squadra            | Pti | PG | PV | PN | PP | GF | GS |
| ------------------ | --- | -- | -- | -- | -- | -- | -- |
| 1. ZVK Ford Genk   | 9   | 3  | 3  | 0  | 0  | 12 | 2  |
| 2. Kras Boys       | 6   | 3  | 2  | 0  | 1  | 12 | 9  |
| 3. Keszthely       | 3   | 3  | 0  | 1  | 2  | 9  | 12 |
| 4. Marino Calcetto | 0   | 3  | 0  | 0  | 3  | 4  | 14 |